# Riacho da Cruz
Riacho da Cruz là một đô thị thuộc bang Rio Grande do Norte, Brasil. Đô thị này có diện tích 127,221 km², dân số năm 2007 là 2748 người, mật độ 21,6 người/km².